# Wolfgang Treitler
Wolfgang Treitler (* 13. April 1961 in Steyr/Oberösterreich) ist ein österreichischer römisch-katholischer Theologe.

## Leben
Treitler wurde als Schüler eines katholischen Gymnasiums Opfer sexuellen Missbrauchs durch einen Lehrer. Nach der Matura studierte er römisch-katholische Theologie. Von 1980 bis 1985 studierte Treitler selbstständige Religionspädagogik in Sankt Pölten und in Wien. Er ist seit 1996 Dozent für Religionswissenschaft an der Philosophisch-Theologischen Hochschule St. Pölten. 1998 wurde Treitler an der Katholisch-Theologischen Fakultät der Universität Wien für das Fach Fundamentaltheologie habilitiert. Seit diesem Jahr ist er als außerordentlicher Universitätsprofessor an der Universität Wien tätig. 1999 erhielt er den Kardinal-Innitzer-Förderungspreis für Theologie.
Treitler war auch als freier Mitarbeiter für den Österreichischen Rundfunk (Abteilung Religion) tätig, in der Furche publiziert er regelmäßig als Feuilletonist.

## Mitgliedschaften
- Mitglied der Internationalen Franz-Werfel-Gesellschaft
- Mitglied des Österreichischen P.E.N.-Clubs
- Mitglied der Else-Lasker-Schüler-Gesellschaft

## Werke (Auswahl)
- Gotteswort im Menschenwort. Inhalt und Form von Theologie nach Hans Urs von Balthasar, Innsbruck–Wien 1992
- Karfreitag. Auseinandersetzung mit Hans Urs von Balthasars Theologik, Innsbruck–Wien 1997 (= STS 4)
- Kritische Differenz. Biographisch-theologische Studien zur Wiener Theologischen Schule des 19. Jahrhunderts, Innsbruck-Wien 2000 (= STS 14)
- Mensch und Gott im Schatten. Franz Kafka und Franz Werfel – Konturen des Exodus, Bern u. a. 2000 (= Bohemia 2)
- Die Fragen der Toten. Elias Canetti – Jean Améry – Elie Wiesel, Mainz 2004 (= Theologie und Literatur 19)
- Auf Wanderschaft. Betrachtungen zum biblischen Glauben, Kirchstetten 2005
- Über die Verzweiflung hinaus. Das Jahrhundert zwischen Stefan Zweig und Aharon Appelfeld. V&R Unipress, Göttingen 2015, ISBN 978-3-8470-0448-6.
- Jesus, Josefs Sohn. Der Messias als Tor des Bundes. Brill, Schöningh, Paderborn 2023.

## Als Herausgeber
- mit Kurt Appel und Peter Zeillinger: Vernunftfähiger – vernunftbedürftiger Glaube. Festschrift zum 60. Geburtstag von Johann Reikerstorfer. Peter Lang, Frankfurt am Main/Berlin/Bern/Bruxelles/New York/Oxford/Wien 2005 (= Religion, Kultur, Recht 3), ISBN 3-631-53901-0.
- mit Rudolf Langthaler: Die Gottesfrage in der europäischen Philosophie und Literatur des 20. Jahrhunderts. Böhlau, Wien u. a. 2007. ISBN 978-3-205-77532-4.
- mit Markus Himmelbauer, Martin Jäggle und Roman A. Siebenrock: Erneuerung der Kirchen. Perspektiven aus dem christlich-jüdischen Dialog. Herder, Freiburg/Basel/Wien 2018, ISBN 978-3-451-02290-6.
- mit Gunter M. Prüller-Jagenteufel: Verbrechen und Verantwortung. Sexueller Missbrauch von Minderjährigen in kirchlichen Einrichtungen. Herder, München 2021, ISBN 978-3-451-83913-9.